# سیارک ۵۸۵۰
سیارک ۵۸۵۰ (به انگلیسی: 5850 Masaharu، نامگذاری:1990XM) پنج هزار و هشتصد و پنجاهمین سیارک کشف شده‌است که در ۸ دسامبر ۱۹۹۰ کشف شد.
قدر مطلق سیارک برابر ۱۴٫۱۰ است.